# Sykes Enterprises
Sykes Enterprises este o companie furnizoare de servicii de outsourcing din Statele Unite.
Grupul Sykes este unul dintre principalii furnizori mondiali de soluții de management și servicii de Business Process Outsourcing (BPO), în special pentru companii din domeniile comunicații, servicii financiare, asistență medicală, tehnologie și transport, industria de agrement.
La finele anului 2009, grupul Sykes desfășura activități în 20 de țări și deținea 49 de centre de lucru cu clienții.
În anul 2010 grupul avea 32.000 de angajați la nivel mondial și a realizat venituri totale de 846 milioane dolari în anul 2009.
Compania este prezentă și în România, având un birou la Cluj, unde lucrau 250 de angajați în august 2010.
În prezent Sykes România oferă suport pentru limbile spaniolă, italiană, cehă, poloneză, slovacă și maghiară.